# Катарінеум
53°52′08″ пн. ш. 10°41′22″ сх. д. / 53.8688239° пн. ш. 10.6894094° сх. д.
Катарінеум, Катаринеум (нім. Katharineum) — любекська гімназія, заснована 1531 року.

## Історія
Гімназія Катарінеум була заснована 1531 року як латинська школа в рамках реформаційних перетворень у Любеку, що проводилися Йоганном Бугенхагеном. Свою назву Катарінеум отримав на честь францисканського монастиря святої Катерини, в колишніх приміщеннях якого було організовано гімназію. Першим ректором став Германн Боннус — соратник Бугенхагена, що став згодом міським  суперінтендентом. 1619 року на території монастиря була відкрита міська бібліотека, керівниками якої аж до 1903 року призначалися викладачі Катарінеума.
Наприкінці XVIII — на початку XIX століття з ініціативи нового ректора Фрідріха Даніеля Бена було проведено значні внутрішні реформи, що дозволили вивести школу з тривалої кризи (1798 року тут навчалося лише 27 учнів). Були запроваджені додаткові реальні класи (без вивчення латини та давньогрецької мови), змінено навчальний план і скасовано обов'язкове навчання церковного співу. Тож згодом гімназія змогла залучити багато учнів не тільки з Любека, але і з інших міст Шлезвіг-Гольштейна та Мекленбурга. У роки французької окупації міста (1806—1813) приміщення Катарінеума були тимчасово перетворені на лазарет.
1893 року Томасом Манном, який тоді разом зі своїм братом Генріхом Манном навчавсь у Катарінеумі, була випущена перша в Німеччині шкільна газета «Der Frühlingssturm» («Весняна буря»). Через чотири десятиліття Томас Манн уже як почесний гість виголосив вітальну промову на 400-річчі гімназії. Вона зображена на сторінках роману Томаса Манна «Будденброки», а також у книзі Генріха Манна «Учитель Гнус».
У роки Другої світової війни Катарінеум серйозно постраждав при бомбардуванні Любека 28—29 березня 1942 року. Був зруйнований актовий зал та південне крило, сильно постраждав дах.
У 1950-ті роки кількість учнів значно збільшилася, досягнувши 1000 осіб; тоді також було запроваджено спільне навчання дівчат і хлопців.

## Сучасний стан
Сучасний Катарінеум — гімназія з театральним клубом і спортивними секціями.
У гімназії збереглося також чимало традицій: щорічні змагання з п'ятиборства серед старшокласників, команда з веслування, Любекська різдвяна вистава тощо.

## Відомі випускники

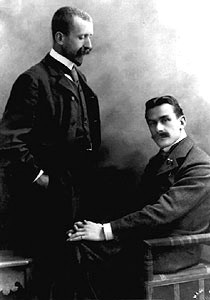
Генріх і Томас Манни

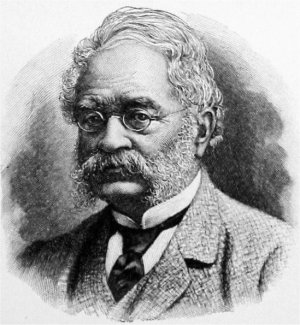
Вернер фон Сіменс

- Йоахим Юнг — ботанік, математик, філософ
- Йоганн Лоренц Мосгайм — теолог та історик церкви
- Йоганн Фрідріх Овербек — художник
- Людвіг Преллер — філолог
- Фрідріх Християн Бенедикт Аве-Лаллеман — криміналіст і письменник
- Герман Фелінг — хімік
- Роберт Християн Бертольд Аве-Лаллеман — лікар
- Ернст Курціус — історик і археолог
- Емануель Гайбель — поет
- Вернер фон Сіменс — інженер, винахідник, вчений і промисловець
- Теодор Шторм — прозаїк і поет
- Георг Курціус — філолог
- Курд фон Шлецер — дипломат та історик
- Карл Вільгельм Сіменс — інженер і промисловець
- Вільгельм Єнсен — письменник
- Густав Фальке — письменник
- Йоганнес Трало — письменник
- Альберт Еребе — художник
- Генріх Манн — письменник
- Томас Манн — письменник, лауреат Нобелівської премії з літератури
- Еріх Мюзам — поет і драматург, загинув у концтаборі Оранієнбург.
- Вернер Бергенгрюн — письменник
- Гюнтер Прин — підводник
- Ганс Блюменберг — філософ
- Матьє Карр'єр — актор
- Альфред Рюкер – юрист, дипломат, член Гамбурзького сенату
- Карл Ернст Ратгенс — офіцер і учасник Липневої змови